# Max Fatchen
Maxwell Edgar Fatchen (conhecido como Max Fatchen, Adelaide, 3 de agosto de 1920 — Gawler, Austrália, 14 de outubro de 2012) foi um escritor e jornalista australiano.

## Biografia
Depois de acabar o liceu em Gawler High School, começou a trabalhar no Adelaide News a tirar fotocópias no final de 1930. Durante a Segunda Guerra Mundial, serviu na Força Aérea Real Australiana (RAAF) e enquanto esteve na Nova Guiné escreveu pequenos contos que foram publicados no jornal Sydney Sun.
Desde 1955, começou a escrever de forma regular em prosa e verso para o jornal Adelaide Advertiser, sendo mais tarde editor literário desse jornal de 1971 a 1984.
Foi agraciado como Membro da Ordem da Austrália em 26 de janeiro de 1980, recebeu o Advance Australia Award de literatura em 1991 e o Walkley Award de jornalismo em 1996.